# Maleren Ole Schwalbe
|  | Denne artikel er oprettet af botten PalnaBot ud fra en ekstern database. Den kan derfor have sproglige fejl eller mangler. Denne skabelon kan fjernes efter kontrol af indholdet. |

Maleren Ole Schwalbe er en portrætfilm fra 1975 instrueret af Hans-Henrik Jørgensen.

## Handling
Kunstneren indfanget på forskellige steder; i sit atelier, under ophængning af en udstilling, i et moderne betonboligkompleks. Filmen består af Schwalbes kommentarer til og udlægning af sin kunstneriske udvikling og sin måde at opleve og bearbejde omverdenen på til billeder, præget af passer og lineal.